# ريزارد بارتل
ريزارد بارتل (بالبولندية: Ryszard Bartel)‏ هو مهندس فضاء جوي وضابط ومهندس بولندي، ولد في 22 مارس 1897، وتوفي في 3 أبريل 1982.